# Замошье (Самолвовская волость)
Замошье — деревня в Гдовском районе Псковской области России. Входит в состав Самолвовской волости Гдовского района.

## География
Расположена на юго-западе района у побережья Чудского озера, в 1 км к юго-западу от волостного центра Самолва.

## Население
Численность населения деревни на 2000 год составляла 3 человека, по переписи 2002 года — 4 человека.